# Brémur-et-Vaurois
Brémur-et-Vaurois település Franciaországban, Côte-d’Or megyében. Lakosainak száma 44 fő (2022. január 1.). Brémur-et-Vaurois Nod-sur-Seine, Origny, Saint-Marc-sur-Seine, Semond, Aisey-sur-Seine, Busseaut és Chemin-d’Aisey községekkel határos.

## Népesség
A település népességének változása:
| Lakosok száma | 124  | 115  | 91   | 53   | 61   | 50   | 49   | 44   | 42   | 44   |
|               | 1968 | 1982 | 1990 | 2006 | 2013 | 2015 | 2017 | 2019 | 2020 | 2022 |